# Bahía Ronne
La bahía o entrada Ronne es una amplia bahía al sudoeste del canal Jorge VI, donde se abre desde la parte sureste del mar de Bellingshausen en el lado sudoeste de la isla Alejandro I, en la Antártida. El lado sur de la península Monteverdi ocupa la parte norte de la entrada Ronne, mientras que la Tierra de Ellsworth ocupa la parte sur de la entrada.
La entrada recibe mucho hielo durante todo el año, principalmente del adyacente canal Jorge VI y de la barrera de hielo Jorge VI de la parte suroeste, la entrada Ronne también es propensa a recibir hielo de la barrera de hielo de Bach (que separa el lado sur de la península de Beethoven del lado norte de la península de Monteverdi) así como a recibir hielo de la barrera de hielo Wilkins (principalmente desde el extremo sur de la barrera de hielo).
Hay algunas islas situadas dentro de la entrada Ronne, principalmente en el área suroeste. Algunas de estas islas son: las islas Eklund, la isla DeAtley, la isla Spaatz, la isla Case y la isla Smyley.
Fue descubierta en un viaje en trineo a través del canal en diciembre de 1940 por el explorador estadounidense Finn Ronne y Carl Eklund del Programa Antártico de los Estados Unidos (USAS, por sus siglas en inglés), en 1939–41, y llamada "Bahía Ronne". Finn Ronne cubrió más millas con esquí y trineo que cualquier otro explorador en la historia y trazó el mapa de la última línea de costa desconocida en la Tierra en su Expedición de Investigación Antártica Ronne en 1947.
Desde 1940, el comienzo de la bahía ha retrocedido hacia el este en el canal Jorge VI, alterando las relaciones en las que se basa el nombre. Por lo tanto, el nombre se cambió a entrada Ronne, de acuerdo con las nuevas características físicas del lugar.
Nombrada así en honor a la familia Ronne, de la cual el padre, Martin Rønne, fue miembro de la expedición noruega de Amundsen, 1910–12, y de la Expedición Byrd Antarctic 1928-30; el hijo, Finn Ronne (d.1980), fue miembro de la Byrd Antarctic Expedition, 1933–35, y de la USAS, 1939-41. Como capitán, Finn Ronne dirigió la Expedición de Investigación Antártica Ronne, 1947–49, y se convirtió en líder científico y militar de una base del Mar Weddell de los Estados Unidos. Su esposa, Edith Ronne, se convirtió en la primera mujer en hibernar en el continente.